# Ewert Sjunnesson
Nils Sjunne Ewert Sjunnesson, född 25 juni 1922 i Kristianstad, död 1 april 2008 i Åhus, var en svensk handbollsspelare (kantspelare). Efter spelartiden blev han tränare och klubbledare. Tränarkarriären var mest i IFK Kristianstad men också i ledarstaben under Curt Wadmarks tid i Sveriges herrlandslag fram till 1967.
Ewert Sjunnesson spelade hela sin aktiva karriär för IFK Kristianstad. Han var med och förde klubben till flera SM-titlar utomhus och inomhus 1948, 1952 och 1953.
Sjunnesson var också landslagsspelare och var med och tog VM-guld 1954 inomhus, VM-guld 1948 utomhus och silver 1952 utomhus, 1945 till 1954 gjorde han 42 landskamper. Han var med och spelade uppvisningsmatch i OS 1952 i utehandboll mot Danmark.

## Klubbar som spelare
- IFK Kristianstad

## Tränaruppdrag
- IFK Kristianstad (1951–1962, 1963–1973, 1976–1977)

## Meriter
- Svensk mästare inomhus: 1948, 1952 och 1953
- Svensk mästare utomhus: ?

- VM utomhus: Guld 1948, Silver 1952
- VM inomhus: Guld 1954